# Association sportive Charréard-Vénissieux
L’association sportive Charréard-Vénissieux (AS Charréard-Vénissieux Futsal ou ASC), est le premier club de Futsal de la ville de Vénissieux dans le Rhône.
Créé en 2002, le club n'a cessé de grandir tout au long de son existence. Parti du plus petit échelon départemental, le club parvient cette saison 2007/2008 à se hisser dans le groupe des équipes qui participent au premier Championnat de France de Futsal, dénommé Challenge national de futsal.
La devise du Club est, « AS Charréard plus qu'un quartier ».

## Histoire
Créé en 2002, l'AS Charréard-Vénissieux tire son nom du quartier d'origine des créateurs : Le Charréard. Le club gravit les échelons départementaux pour arriver à l'aube de la saison 2004-2005 en Championnat Élite. Sur l'exercice 2004-2005, l'équipe parvient à se qualifier en demi-finale nationale de la Coupe de France et parvient à terminer troisième du Championnat Élite. La saison 2005-2006 voit le club remporter son premier trophée, la Coupe du Rhône 2006. En 2006-2007, l'équipe va loin en Coupe de France. Le club se qualifie pour le futur Challenge national de futsal qui a lieu la même saison.
Début décembre 2010, le club de Venissieux occupe la septième position de sa poule de Championnat de France, bien aidé par son joueur Mohamed Khellaf alors second meilleur buteur avec vingt réalisations. En février 2011, favoris du tour interrégional de Coupe de France, l'ASC concède pourtant trois défaites contre le FC Picasso Échirolles (4-3), L’Ouverture (5-3) et l'ASF Andrézieux-Bouthéon (2-5). En janvier 2012, Charréard se qualifie lors de la finale interrégionale de la Coupe nationale et accède aux 16es de finale de l’épreuve. En mars 2012, avant la 22e journée de championnat, l'AS Charréard-Vénissieux est treizième sur quatorze au classement, et donc relégable.
En 2012-2013, l'équipe joue le haut de tableau du Championnat Rhône-Alpes de futsal – Honneur, sans parvenir à monter en division supérieur. Le début de saison 2013-2014 est plus compliqué avec la première victoire obtenue seulement lors de la quatrième journée. En septembre 2015, le club fait le choix de développer son école de futsal et sa nouvelle section féminine, plutôt que jouer la montée au sein du championnat Honneur masculin. Pour autant, l'équipe fanion occupe régulièrement l’une des trois premières places. À l'été 2016, l'AS Charréard est aspirée par l'AS Minguettes Venissieux,.

## Palmarès

### Titres et trophées
- Coupe de France
  - Demi-finaliste : 2005 et 2007

- Coupe de la Ligue Rhône-Alpes (1)
  - Vainqueur : 2006

- Coupe du District du Rhône (1)
  - Vainqueur : 2006
  - Finaliste en 2007

### Bilan par saison
| Saison    | Championnat                    | Championnat | Championnat | Championnat | Championnat | Championnat | Championnat | Championnat | Championnat | Championnat | Coupe de France               |
| Saison    | Division                       | Place       | Pts         | MJ          | V           | N           | D           | Bp          | Bc          | diff.       | Coupe de France               |
| --------- | ------------------------------ | ----------- | ----------- | ----------- | ----------- | ----------- | ----------- | ----------- | ----------- | ----------- | ----------------------------- |
| 2002-2003 |                                |             |             |             |             |             |             |             |             |             | ?                             |
| 2003-2004 |                                |             |             |             |             |             |             |             |             |             | ?                             |
| 2004-2005 | Championnat Élite (régional ?) |             |             |             |             |             |             |             |             |             | demi-finaliste ?              |
| 2005-2006 |                                |             |             |             |             |             |             |             |             |             | ?                             |
| 2006-2007 |                                |             |             |             |             |             |             |             |             |             | demi-finaliste ?              |
| 2007-2008 | Challenge national - grp. A    | 5e/9        | 20 pts      | 8           | 4           | 0           | 4           | 44          | 34          | +10         | ?                             |
| 2008-2009 | Challenge national - grp. F    | 3e/7        | 15 pts      | 6           | 3           | 0           | 3           | 38          | 37          | +1          | ?                             |
| 2009-2010 | Championnat de France - grp. B | 8e/12       | 48 pts      | 22          | 8           | 2           | 12          | 115         | 127         | -12         | phase qualificative nationale |
| 2010-2011 | Championnat de France - grp. B | 9e/12       | 46 pts      | 22          | 8           | 2           | 12          | 120         | 126         | -6          | tour inter-régional           |
| 2011-2012 | Championnat de France - grp. B | 13e/14      | 43 pts      | 26          | 5           | 2           | 19          | 93          | 174         | -81         | ?                             |
| 2012-2013 | Honneur – Rhône-Alpes          |             |             |             |             |             |             |             |             |             | finale régionale              |
| 2013-2014 | Honneur – Rhône-Alpes          |             |             |             |             |             |             |             |             |             | ?                             |
| 2014-2015 | Honneur – Rhône-Alpes          |             |             |             |             |             |             |             |             |             | ?                             |
| 2015-2016 | Honneur – Rhône-Alpes          |             |             |             |             |             |             |             |             |             | ?                             |

## Salles
L'AS Charréard-Vénissieux, dispose de trois gymnases sur la commune de Vénissieux :
- Le Gymnase Micheline-Ostermeyer : il est situé dans le quartier du Charréard et c'est le lieu des entraînements de l'équipe senior ;
- Le Gymnase du Lycée Jacques-Brel : il a pour vocation les entraînements ;
- Le Gymnase Jacques-Anquetil du Lycée Marcel-Sembat : il sert au club pour les matches de Gala et pour les belles soirées de Coupes.

## Personnalités
Présidents du club :
- 2002 à 2005 : Nedjari nabil
- 2005 à ? : Dekhil Mustapha
- ? : Tarek Braïki

En septembre 2015, Tarek Braïki est le président du club.
En février 2010, Nabil Nedjari est l'entraîner de l'équipe en Championnat de France. En octobre 2014, il s'agit d'un entraîneur-joueur nommé Zedioui.

## Autres équipes
Pour la saison 2014-2015, l'AS Charréard crée sa section féminine. En septembre 2015, pour leur seconde année, le président Tarek Braïki déclare : « Cette saison, étant donné qu’elles n’ont pas encore de championnat féminin, elles participeront au championnat U17 masculin ». En mars 2016, quelques semaines après avoir été sacrée en Coupe départementale du Rhône, l'équipe féminine remporte la Coupe régionale Rhône-Alpes.